# Kościół Matki Bożej w Raciborzu
Kościół Matki Bożej w Raciborzu – rzymskokatolicki kościół parafialny i sanktuarium maryjne w Raciborzu, w województwie śląskim. Należy do dekanatu Racibórz diecezji opolskiej. Mieści się przy ulicy Jana Pawła II, w dzielnicy Nowe Zagrody.

## Historia

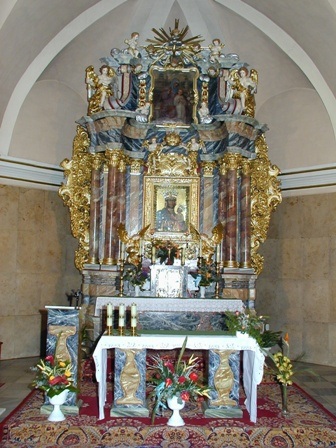
Wnętrze świątyni - ołtarz główny

Jest to najstarsze sanktuarium maryjne na Górnym Śląsku. Pierwszy kościół drewniany został zbudowany w 1432 roku. Obecna świątynia murowana, posiadająca dwie wieże, została wybudowana w stylu barokowym w latach 1723-1736. Kościół konsekrował biskup Eliasz  Sommerfeld w dniu 25 września 1736 roku. Przedmiotem kultu religijnego i cennym zabytkiem jest cudowna ikona Matki Bożej o wymiarach 77 na 120 cm, namalowana na drewnie, pochodząca z przełomu XVI i XVII stulecia. W kompozycji i stylu jest to kopia obrazu Matki Bożej Częstochowskiej. Z okazji 500-lecia istnienia świątyni w dniu 27 sierpnia 1932 roku ikona Matki Bożej została ukoronowana przez kardynała Adolfa Bertrama. Korony poświęcił papież Jan Paweł II. Ikona jest umieszczona w ołtarzu głównym, wybudowanym w stylu neobarokowym w 1870 roku.